# Anton Aškerc
Anton Aškerc (írói álnevén Gorazd) szlovén költő, katolikus pap. 1856. január 9-én született Globoko pri Rimskih Toplicah községben, 1912. június 10-én halt meg Ljubljanában.

## Élete
Paraszti családból származott. A celjei gimnázium elvégzése után beiratkozott a maribori szemináriumba. 1880-ban szentelték pappá. 17 évi szolgálat után 1898-ban idő előtt vonult nyugdíjba az egyházi hivatalokkal történt összetűzések miatt. Ettől kezdve haláláig a ljubljanai városi archívum vezetője volt. 1912-ben halt meg, sírja a ljubljanai Navje temetőben található.

## Életműve
Aškerc a szlovén realizmus legjelentősebb lírikusa. Életműve rendkívül gazdag. Tizenkét verseskötete jelent meg, de kísérletezett a drámaírással is. Első versét (Trije popotniki – Három utazó) 1880-ban publikálta a Ljubljanski Zvon című lapban Gorazd álnéven. Korai szakaszában lírai verseket, 1882-től főleg epikus költeményeket írt. Lírájában elsősorban a hazaszeretet, a szerelem és a hitbéli bizonytalanság témakörei jelennek meg. Balladáiban és románcaiban szláv és szlovén történelmi, valamint bibliai és népköltészeti témákat dolgoz fel. Erősen jelen van költészetében a szociális problematika is. Első kötete 1890-ben jelent meg Balladák és románcok (Balade in romance) címmel.
Aškerc pesti útjának emlékét őrzi a Petőfi szobra előtt (Pred spomenikom Petőfijevim) című vers:
Hát itt állasz, költőm, 

Itt, ebben a parkban, 

Rajong férfi és nő 

Érted, halhatatlan. 

Nem testi valódban, 

Ez szobor, ez réz csak. 

Nemzeted szivében 

Te örökké élsz, vagy! 

Daloltál szerelmet, 

Daloltad a hont, hogy 

Legyen nemzetednek 

Minden fia boldog. 

Énekeltél édes 

Sajgó csalogánydalt, 

Máskor meg dalod, mint 

Harci ének, szárnyalt. 

S nem hiába zengett 

Szabadság dalodban. 

Nemzeted a többi 

Szabad nép közt ott van. 

De ha most lelátna 

Szellemed e tájra, 

Bronz szobrodnak akkor 

Szóra nyilna szája. 

Jós próféta szóval 

Nemzetedhez szólna: 

Nem lehet szabad nép 

Más nép rabtartója! 

(Petőfi szobra előtt – (Lator László fordítása)